# Wohn- und Wirtschaftsgebäude Steenstraße 11
Das Wohn- und Wirtschaftsgebäude Steenstraße 11 in der niedersächsischen Gemeinde Ritterhude, Ortsteil Stendorf, stammt aus der Mitte des 19. Jahrhunderts. Aktuell (2025) wird es als Wohnhaus und landwirtschaftlich genutzt.
Das Gebäude steht unter Denkmalschutz (siehe auch Liste der Baudenkmale in Ritterhude).

## Geschichte und Beschreibung
Das eingeschossige giebelständige Gebäude als Zweiständer-Hallenhaus in Fachwerk mit Steinausfachungen und reetgedecktem Krüppelwalmdach mit Schleppgaube, Uhlenloch und Grooter Door mit Korbbogen wurde um 1850 gebaut.
Das Landesdenkmalamt befand u. a.: „… ein regionstypisches Hallenhaus in Zweiständerkonstruktion …“